# Nurbolat Qulymbetow

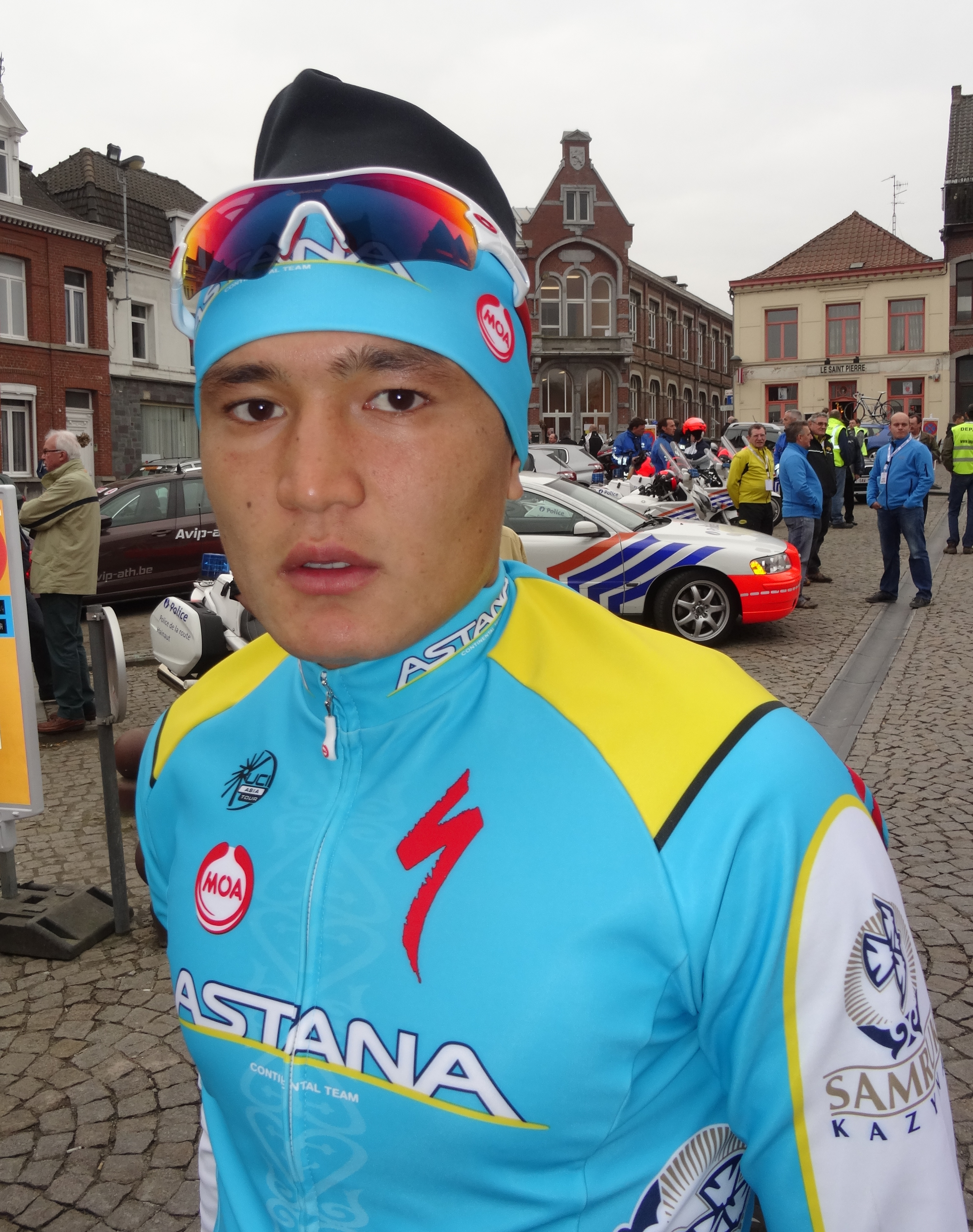
Nurbolat Qulymbetow

Nurbolat Baqbergenuly Qulymbetow (kasachisch Нұрболат Бақбергенұлы Құлымбетов; russisch Нурболат Бакбергенович Кулимбетов Nurbolat Bakbergenowitsch Kulimbetow; * 9. Mai 1992) ist ein kasachischer Straßenradrennfahrer.
Nurbolat Qulymbetow begann seine Karriere 2012 beim Continental Team Astana. In der Saison 2012 gewann er als Teammitglied der Nationalmannschaft eine Etappe bei der Heydar Aliyev Anniversary Tour in Aserbaidschan. In der Saison 2013 belegte Qulymbetow bei der Asienmeisterschaft in Neu-Delhi Platz zwei im Straßenrennen der U23-Klasse hinter dem Sieger Ali Khademi und gewann somit die Silbermedaille.

## Erfolge
2012
- eine Etappe Heydar Aliyev Anniversary Tour

2013
- Asienmeisterschaft – Straßenrennen (U23)

2014
- eine Etappe Vuelta a la Independencia Nacional

2015
- eine Etappe Bałtyk-Karkonosze Tour

2016
- Grand Prix of ISD

## Teams
- 2012 Continental Team Astana
- 2013 Continental Team Astana
- 2014 Continental Team Astana
- 2015 Seven Riders Cycling Team
- 2016 Astana City